# قلعه رفاع

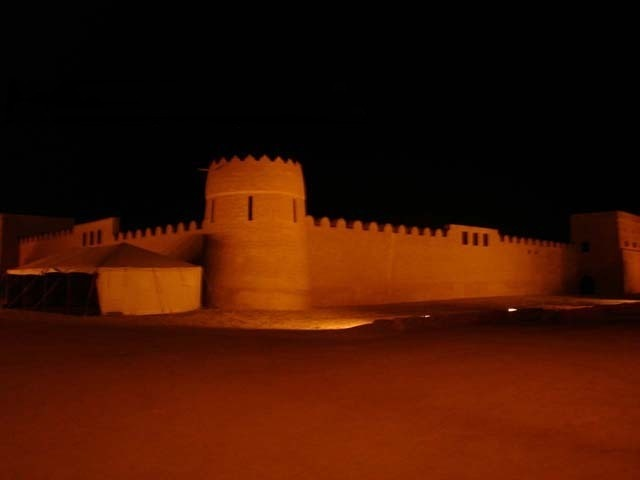
قلعه رفاع

 قلعه رفاع  به عربی ( قلعة الرفاع ) نام قلعه‌ای تاریخی در کشور پادشاهی بحرین است، و یکی از نقاط دیدنی بحرین به‌شمار می‌آید. «قلعه الرفاع» در 
استان جنوبی واقع شده‌است.
این قلعه در قرن هیجده هم میلادی بنیادگذاری شده‌است و روی تپه‌ای صخری در کنار دره الرفاع قرار دارد، و در دوران گذشته یکی از قلعه‌های دفاعی بحرین بوده‌است.

## اهمیت قلعه
وجود این قلعه تاریخی و در این مکان استراتیجیکی دلیل برآن است که بحرینی‌ها به استقلال وامنیت بلاد شان اهمیت ویژه أی قائل بوده أند، لذا این دژ یکی از مهم‌ترین قلعه‌های محافظتی منطقهٔ جنوبی بحرین بوده‌است، و از شواهد موجود پیداست که این دژ تنها راه ورودی بین مستوطنهٔ رفاع قدیمی، وشهر رفاع الغربی جدید بوده‌است.

## بیانگذار قلعه رفاع
پس از بدست گرفتن «الشیخ الجبری» زمام حکم در بحرین، در حدود قرن یازده هم هجری قمری، وزیر وی به نام (الشیخ فریر بن رحال)، در شهر رفاع شرقی ساکن می‌شود، وقلعه مذکور را بنا می‌نهد ومقر فرمانروایی وجای گاه قشون حاکم می‌سازد. این قلعه بعد از مدتی ویران می‌شود. در عهد حکمرانی «آل خلیفه»، و در زمان فرمانروایی شیخ سلمان بن احمد الفاتح قلعهٔ ویرن شده تجدید بنا می‌کند، و در سال ۱۲۲۷ هجری قمری، برابر با ۱۸۱۲ میلادی این قلعه را مقر حکم خود می‌سازد. همچنین در ضلع غربی قلعه چاه آبی حفر می‌کند که به نام «الحنینیة» معروف است، هنوز آثار این حلقه چاه برجای مانده‌است.

## ترمیم وباسازی
این قلعه بعد از ترمیم وباز سازی که توسط دولت انجام شده‌است، یکی از معالم بارز و گردشگری استان جنوبی گردیده‌است، ویکی از آثارهای دیدنی و بارز کشور بحرین محسوب می‌شود، و گردشگران از مناطق داخل و خارج بحرین به سویش می‌شتابند.